# グラスミア駅
グラスミア駅（グラスミアえき、英語：Grasmere）は、スタテンアイランドのグラスミア地区に位置するスタテンアイランド鉄道の駅である。

## 駅構造
| G          | 地上階                     | 出入口、駐車場、バス乗換                                                              |
| P ホーム階 | 南行                       | ← グレート・キルズ駅ゆき、トッテンヴィル駅ゆき（オールド・タウン駅） ← 急行列車：通過 |
| P ホーム階 | 島式ホーム、左側ドアが開く |                                                                                       |
| P ホーム階 | 北行                       | → セント・ジョージ駅ゆき（クリフトン駅）→ 急行列車：通過 →                            |

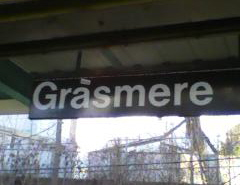
駅名標

島式ホーム1面2線で掘割に設けられている。出入り口はホームの一番北にある。駅のそばには、サウス・ビーチ支線とノース・ショア支線の渡り線があったが、利用客の減少で、1953年にバスに切り替わった。この駅からは、ブルックリン行きのS53バスも発着する。

## 駅の再建
2012年5月21日、MTAは、グラスミア駅の修復を開始した。プラットホームや倒壊の恐れのある駅舎を修復予定。2014年4月まで続いた。